# Conquista de la Sierra (kommunhuvudort)
Conquista de la Sierra är en kommunhuvudort i Spanien.   Den ligger i provinsen Provincia de Cáceres och regionen Extremadura, i den centrala delen av landet, 210 km sydväst om huvudstaden Madrid. Conquista de la Sierra ligger 441 meter över havet och antalet invånare är 238.
Terrängen runt Conquista de la Sierra är kuperad åt nordost, men åt sydväst är den platt. Runt Conquista de la Sierra är det mycket glesbefolkat, med 7 invånare per kvadratkilometer. Närmaste större samhälle är Trujillo, 17,4 km nordväst om Conquista de la Sierra. 